# 鈴木章浩
鈴木 章浩（すずき あきひろ、1962年8月21日 - ）は、日本の政治家、実業家。東京都議会議員（5期）。選挙運動の際には鈴木 あきひろ（すずき あきひろ）名義を用いる。
東京都大田区議会議員（2期）、東京都大田区議会運営委員長、自由民主党大田区民連合政務調査会長、東京都議会財政委員長、東京都議会自由民主党政務調査会会長代行などを歴任した。

## 来歴

### 生い立ち
東京都大田区の新井宿地域（現在の大田区中央付近）出身。久が原幼稚園、大田区立徳持小学校、大田区立蓮沼中学校、東京都立雪谷高等学校を経て、青山学院大学法学部に進学。大学在学中に父が死去し、家業のクリーニング店「光伸舎」に入社した。

### 大田区議会議員として
1999年、同じく新井宿地域を地盤としていた岩井久年の後継候補として、自由民主党公認で大田区議会議員選挙に立候補し、新人議員としてはトップで初当選。2003年の大田区議会議員選挙で再選。
大田区議会においては、議会運営委員長、文教児童委員長、予算特別委員長、防災対策特別委員長、羽田空港対策特別委員長といった要職を歴任した。会派としては「自由民主党大田区民連合」に所属し、政務調査会長や副幹事長など、党の役職も歴任した。在職中の海外視察において、提出した報告書の問題点が複数報じられたが、東京都議会議員選挙への立候補を表明した。

### 都議会議員として
2007年4月8日、第16回統一地方選挙に包括される形で施行された東京都議会議員補欠選挙にて、松原忠義（のちの東京都大田区長）の後継候補として大田区選挙区から立候補し、初当選。2009年の東京都議会議員選挙で再選。2013年の東京都議会議員選挙ではトップで3選した。
東京都議会では、決算特別委員会理事、公営企業委員会理事などを経て、財政委員長を歴任した後、総務委員会の副委員長を務めている。会派としては「東京都議会自由民主党」に所属し、政務調査会の副会長を経て、会長代行を務めるなど、会派の役職も歴任した。
2014年6月23日、東京都議会における自らの不適切発言を認め、会派「東京都議会自由民主党」を離脱し、新たに一人会派「都議会再生」を結成した。これに伴い、東京都議会の総務委員会の副委員長も退任した（委員として留まる）。一方、議員辞職は否定している。なお、会派は離脱したものの、自由民主党に対しては離党届は提出しておらず、党籍はそのままで党からも離党勧告や除籍等の処分は下されなかった。15年7月1日、「都議会再生」を解消し自由民主党会派に復帰。
2017年東京都議会議員選挙では定数8人中8位で当選し4選。会派の政務調査会長に就任した。
2021年東京都議会議員選挙で大田区選挙区は定数が8人→7人に変更されたが、自民党は鈴木章浩、2020年の補選で当選した鈴木晶雅、神林茂の後継である元職の山森寛之の3人を公認した。党候補者からは鈴木晶雅が再選を果たし、鈴木章浩は9位・山森は10位で共に落選した。
その後、都議会議員の鈴木晶雅、森愛が大田区長選立候補に伴う退職によって執行された、2023年6月4日投開票の東京都議会議員補欠選挙で得票数2位で当選し、都議に返り咲いた。
後述の政治資金問題により非公認となったため無所属で臨んだ2025年東京都議会議員選挙では、定数7人に対し9位となり落選。

## 政策
領土問題
東京都知事の石原慎太郎により、東京都が尖閣諸島を購入する構想が発表されると、この計画に賛同を表明した。
政治力
週刊文春によると、東京都議会議員として有力な政治家の一人であった。所属会派「東京都議会自由民主党議員団」では、要職を歴任した。強固な支持層を持ち、支援者には地元の会社役員らが多いとされている。かつて自身の政治資金パーティーを開催した際には、パーティー券を5000円で販売したところ、参加者が1000名を超えたといわれている。この政治資金パーティーについては「都議クラスであれだけ人が集まることは稀」と評されている。

## トラブル
海外視察報告書に大学教員の講演要旨を丸写し
2005年、大田区議会議員としての行政視察のため公費でヨーロッパなどを歴訪した。しかし、帰国後に提出した海外視察の報告書が、千葉県のホームページに掲載された早稲田大学名誉教授濱田泰三の講演要旨からの丸写しだったことが発覚した。これを受け、大田区議会では日本共産党大田区議会議員団が「盗用の疑いが濃厚」だと指摘し、議長に対して事実解明を要請する申立書を提出する事態に発展した。日本テレビ放送網は、双方の差分を比較したうえで、「両者を並べ、表現が一致する部分に色をつけてみると、文章の大半が同じ」だったと報じている。
この問題が発覚した当初、鈴木は「何か俺が世間に迷惑をかけましたか？」と開き直っていた。しかし、この問題が大騒ぎになったことから、慌てて濱田に連絡を取った。鈴木は2年にわたって剽窃したことを黙っていたことになるが、濱田は「どうぞ使ってください」との温かい言葉をかけ、鈴木の剽窃行為を赦した。しかし、この濱田の温情を逆手に取り、鈴木は「事後承諾を取ったので何の問題もない」などと開き直ったため物議を醸した。その後、鈴木は「軽率だった」と釈明し、丸写しだったことを認めたものの、マスコミの取材に対し「この文章は引用しましたよ、インターネットを調べて」「確かに『一字一句同じだろ』と言われれば、確かに引用しているのは引用しているんだから、似ている部分はあるけれども、私の視察の報告書の目的としては、視察を通して私が区政にどういう風に生かせるのかという話をきちっと書いている」などと主張した。
海外視察報告書にウィキペディアを丸写し
しんぶん赤旗によると、2006年10月26日から11月2日にかけて、大田区議会議員としての親善訪問・行政視察のため公費でアメリカ合衆国マサチューセッツ州などを歴訪した。しかし、帰国後に提出した海外視察の報告書のうち自身の感想の3行を除いた95行がウィキペディアの「ボストン美術館」の項目からの丸写しだったことが発覚した。
この問題が発覚すると、鈴木は「視察報告書は様式が決まっていないから、引用の注釈をつけなくてもいい」と述べた。

## 騒動
尖閣諸島魚釣島上陸
2012年に一部の東京都議会議員らが尖閣諸島を洋上視察したことをきっかけに、鈴木も尖閣諸島への視察を企図するようになった。洋上視察した東京都議会議員のなかに、大田区選挙区で鈴木としのぎを削る田中健がいたため、「それに触発された」ためだと指摘されている。
同年8月、上陸が禁止されている魚釣島に頑張れ日本!全国行動委員会の水島総が上陸したのに続く形で鈴木も上陸。その後八重山警察署による任意の事情聴取に応じるも、取調調書は作成されず、軽犯罪法違反での立件は見送られている。なお、鈴木によれば、八重山警察署の捜査員からは「取り調べではないといわれた」としている。

## 発言
選挙演説
演説の際には、自身の名前「章浩」を英語の「hero」になぞらえて「ヒーロー、ヒーロー、鈴木あきひーろーでございます」と自己紹介していた。
猪瀬直樹の5000万円借り入れ問題
2013年、東京都知事の猪瀬直樹が徳田虎雄から5000万円を借り入れていた問題が発覚した。同年12月16日、東京都議会総務委員会にてこの問題が取り上げられ、猪瀬は5000万円を自宅に持ち帰る際に使ったと称し、鞄を資料として提出した。しかし、質問者である長橋桂一が5000万円分の札束の模型を鞄に入れようとしたところ、全く入らなかったため「中に仕切りがあって入らない」と指摘した。それに対し、猪瀬は「入る。そのまま押し込んで」などと強弁しながら自ら模型を押し込んだが、鞄のファスナーが全く閉まらない状態となった。委員会室は「入らないじゃないか」などと怒号が飛び交う事態となり、審議は立ち往生した。このとき、質問者でないにもかかわらず「入らないじゃないか」などと野次を飛ばしていたのは鈴木である。
セクハラヤジ騒動
2014年6月18日、東京都議会本会議で晩婚化の支援策について質問していた塩村文夏（みんなの党）に対し、男性議員から性的な嫌がらせを含んだヤジが浴びせられ、塩村がこれに反発してみんなの党として発言者の特定と議員辞職を求める騒動が起こった。鈴木は発言者でないかと疑われたが、「私はない。寝耳に水でびっくりしている」と否定し、野次の内容に対して「品のないヤジは良くない。同じことが起きないようにしないといけない」と強く批判、「女性の心を傷つけたのは、重く受け止めるべきだ」と苦言を呈した。この野次について都議会には抗議が殺到し、海外メディアでも取り上げられるなど次第に世間の注目を浴びるようになり、自民党幹部らから発言者は自ら名乗り出るよう求める声が出始めた。鈴木は報道陣に対して23日朝まではヤジへの関与を否定していたが、同日午後に都議会自民党は鈴木がヤジの発言者だったと発表し、鈴木は自ら会派の離脱を申し出て都議会自民党はこれを認めた。同日、鈴木は塩村に直接面会して謝罪したが、議員としては続投する意思を示した。また、議場では「自分が産んでから」とのヤジもあったといい、テレビ朝日などの調査により確認された。
月刊誌『正論』2014年9月号の座談会企画「『早く結婚しろよ』批判報道が封殺したもの──ヒステリックなセクハラ決めつけは少子化日本の重要な問題を見失わないか」に八木秀次や細川珠生とともに登場し、塩村について「政治家として少子化対策を訴えるならまずご自分が結婚されて、その経験をもとに語るべきではないか」と発言している。
2015年6月30日、自民党に復党。

## 不祥事
2024年12月、自民党の政治資金パーティー収入の裏金問題に関連し、都議会自民党において、同会派が開いた政治資金パーティーの収入の一部が政治資金収支報告書に記載されていなかった問題が表面化した。2025年1月23日、都議会自民党は政治資金パーティー券収入を収支報告書に記載していなかった都議ら26人の氏名とそれぞれの不記載額を公表し、鈴木は132万円の不記載があったとして公表された。鈴木は幹事長経験者であるため、同年6月執行予定の2025年東京都議会議員選挙については自民党の非公認対象者となった。

## 人物
趣味・特技
中学生、高校生時代はサッカー部に所属していた。
信仰
父の代からの立正佼成会の信徒である。立正佼成会の大田区教会では青年部の部長に就任するなど、会の活動に積極的に参加した。

## 略歴
- 1962年 - 東京都大田区で生まれる。
- 1999年 - 大田区議会議員選挙当選（1期目）[41]。
- 2003年 - 大田区議会議員選挙当選（2期目）。
- 2007年 - 東京都議会議員補欠選挙当選（1期目）。
- 2009年 - 東京都議会議員選挙当選（2期目）。
- 2013年 - 東京都議会議員選挙当選（3期目）。
- 2017年 - 東京都議会議員選挙当選（4期目）。
- 2021年 - 東京都議会議員選挙落選。
- 2023年 - 東京都議会議員補欠選挙当選（5期目）。
- 2025年 - 東京都議会議員選挙落選。

## 所属議員連盟・団体
- 日本会議地方議員連盟[42][43]

## 関連人物
- 松原忠義